# تيم يوربان
تيم يوربان (بالإنجليزية: Tim Urban)‏ هو مغني أمريكي، ولد في 1 مايو 1989 في تاكوما في الولايات المتحدة.

## وصلات خارجية
- الموقع الرسمي
- تيم يوربان على موقع IMDb (الإنجليزية)
- تيم يوربان على موقع ميوزك برينز (الإنجليزية)